# Coupe du monde de biathlon 2015-2016
Ne doit pas être confondu avec IBU Cup 2015-2016.
Navigation
Édition précédente Édition suivante
La 39e édition de la Coupe du monde de biathlon a lieu du 29 novembre 2015, à Östersund, lieu de la première étape, au 20 mars 2016 à Khanty-Mansiïsk où se déroule l'étape finale. Le circuit comprend dix destinations.
Les championnats du monde (qui sont intégrés à la Coupe du monde) ont lieu à Oslo en Norvège du 3 au 13 mars 2016. Ainsi, grâce à ses cinq médailles dont quatre titres gagnés dans le stade d'Holmenkollen, Martin Fourcade réalise un Grand Chelem sur cette édition de la Coupe du monde en remportant le classement général pour la cinquième fois consécutive, ce qui constitue un record, ainsi que les quatre « petits globes » (sprint, poursuite, individuel, départ groupé) de spécialités. C'est le deuxième de sa carrière après celui de la saison 2012-2013. 
Gabriela Soukalova remporte pour la première fois le classement général dames, à l'issue des courses finales à Khanty-Mansiïsk. Elle termine la saison devant Marie Dorin-Habert. Soukalova s'adjuge également les petits globes du sprint, de la poursuite et du départ groupé. Dorothea Wierer gagne celui de l'individuel. 

## Programme
| \| Canmore Presque Isle \| Les sites des compétitions en Amérique-du-Nord |
| Canmore Presque Isle                                                      |

| \| Östersund Hochfilzen Pokljuka Oberhof Ruhpolding (x2) Antholz-Anterselva Oslo Khanty-Mansiïsk \| Les sites des compétitions en Europe |
| Östersund Hochfilzen Pokljuka Oberhof Ruhpolding (x2) Antholz-Anterselva Oslo Khanty-Mansiïsk                                            |

## Attribution des points

### Classements des disciplines
Pour les classements spécifiques à chaque discipline (individuel, sprint, poursuite, départ groupé, relais), l'attribution des points est la suivante :
| Place  | 1  | 2  | 3  | 4  | 5  | 6  | 7  | 8  | 9  | 10 | 11 | 12 | 13 | 14 | 15 | 16 | 17 | 18 | 19 | 20 | 21 | 22 | 23 | 24 | 25 | 26 | 27 | 28 | 29 | 30 | 31 | 32 | 33 | 34 | 35 | 36 | 37 | 38 | 39 | 40 |
| ------ | -- | -- | -- | -- | -- | -- | -- | -- | -- | -- | -- | -- | -- | -- | -- | -- | -- | -- | -- | -- | -- | -- | -- | -- | -- | -- | -- | -- | -- | -- | -- | -- | -- | -- | -- | -- | -- | -- | -- | -- |
| Points | 60 | 54 | 48 | 43 | 40 | 38 | 36 | 34 | 32 | 31 | 30 | 29 | 28 | 27 | 26 | 25 | 24 | 23 | 22 | 21 | 20 | 19 | 18 | 17 | 16 | 15 | 14 | 13 | 12 | 11 | 10 | 9  | 8  | 7  | 6  | 5  | 4  | 3  | 2  | 1  |

| Place  | 1  | 2  | 3  | 4  | 5  | 6  | 7  | 8  | 9  | 10 | 11 | 12 | 13 | 14 | 15 | 16 | 17 | 18 | 19 | 20 | 21 | 22 | 23 | 24 | 25 | 26 | 27 | 28 | 29 | 30 |
| ------ | -- | -- | -- | -- | -- | -- | -- | -- | -- | -- | -- | -- | -- | -- | -- | -- | -- | -- | -- | -- | -- | -- | -- | -- | -- | -- | -- | -- | -- | -- |
| Points | 60 | 54 | 48 | 43 | 40 | 38 | 36 | 34 | 32 | 31 | 30 | 29 | 28 | 27 | 26 | 25 | 24 | 23 | 22 | 21 | 20 | 18 | 16 | 14 | 12 | 10 | 8  | 6  | 4  | 2  |

### Classement général
Le classement général de la coupe du monde est établi en additionnant les résultats obtenus sur toutes les épreuves individuelles. En fin de saison, les 23 meilleurs résultats (en termes de points) obtenus par chaque biathlète sur les 25 épreuves sont retenus pour le classement final.

### Coupe des Nations
Le classement général de la coupe des Nations est obtenu en additionnant les points de coupe des Nations obtenus lors des épreuves d'individuel et de sprint, ainsi que lors des relais.
Pour chaque épreuve d'individuel ou de sprint, les points sont attribués selon le tableau suivant :
| Place  | 1   | 2   | 3   | 4   | 5   | 6   | 7   | 8   | 9   | 10  | 11  | 12  | 13  | 14  | 15  | 16  | 17  | 18  | 19  | 20  | 21  | 22  | 23  | 24  | 25  | 26  | 27  | 28  | 29  | 30  | 31  | 32  | 33  | 34  | 35  | 36  | 37  | 38  | 39  | 40  |
| ------ | --- | --- | --- | --- | --- | --- | --- | --- | --- | --- | --- | --- | --- | --- | --- | --- | --- | --- | --- | --- | --- | --- | --- | --- | --- | --- | --- | --- | --- | --- | --- | --- | --- | --- | --- | --- | --- | --- | --- | --- |
| Points | 160 | 154 | 148 | 143 | 140 | 138 | 136 | 134 | 132 | 131 | 130 | 129 | 128 | 127 | 126 | 125 | 124 | 123 | 122 | 121 | 120 | 119 | 118 | 117 | 116 | 115 | 114 | 113 | 112 | 111 | 110 | 109 | 108 | 107 | 106 | 105 | 104 | 103 | 102 | 101 |

Puis de 1 point en 1 point jusqu'à la 80e place, et de 2 en 2 points pour arriver à 1 point pour la 110e place. Toutes les places suivantes obtiennent 1 point.
Pour chaque relais, les points sont attribués selon le tableau suivant :
| Place  | 1   | 2   | 3   | 4   | 5   | 6   | 7   | 8   | 9   | 10  | 11  | 12  | 13  | 14  | 15  | 16  | 17  | 18  | 19  | 20  | 21  | 22  | 23 | 24 | 25 | 26 | 27 | 28 | 29 | 30 |
| ------ | --- | --- | --- | --- | --- | --- | --- | --- | --- | --- | --- | --- | --- | --- | --- | --- | --- | --- | --- | --- | --- | --- | -- | -- | -- | -- | -- | -- | -- | -- |
| Points | 420 | 390 | 360 | 330 | 310 | 290 | 270 | 250 | 230 | 220 | 210 | 200 | 190 | 180 | 170 | 160 | 150 | 140 | 130 | 120 | 110 | 100 | 90 | 80 | 70 | 60 | 50 | 40 | 30 | 20 |

Pour les relais simples mixtes et les relais mixtes, les points sont partagés à moitié entre le classement général de la coupe des Nations féminin et le masculin.
Chacun reçoit alors des points selon le tableau suivant :
| Place  | 1   | 2   | 3   | 4   | 5   | 6   | 7   | 8   | 9   | 10  | 11  | 12  | 13 | 14 | 15 | 16 | 17 | 18 | 19 | 20 | 21 | 22 | 23 | 24 | 25 | 26 | 27 | 28 | 29 | 30 |
| ------ | --- | --- | --- | --- | --- | --- | --- | --- | --- | --- | --- | --- | -- | -- | -- | -- | -- | -- | -- | -- | -- | -- | -- | -- | -- | -- | -- | -- | -- | -- |
| Points | 210 | 195 | 180 | 165 | 155 | 145 | 135 | 125 | 115 | 110 | 105 | 100 | 95 | 90 | 85 | 80 | 75 | 70 | 65 | 60 | 55 | 50 | 45 | 40 | 35 | 30 | 25 | 20 | 15 | 10 |

## Classements

### Classement général
Le classement général prend en compte seulement les 23 meilleurs résultats de chaque biathlète sur les 25 épreuves disputées.
| Rang | Nom                  | Points | Victoire(s) |
| ---- | -------------------- | ------ | ----------- |
| 1    | Gabriela Koukalová   | 1074   | 4           |
| 2    | Marie Dorin-Habert   | 1028   | 3           |
| 3    | Dorothea Wierer      | 944    | 3           |
| 4    | Kaisa Mäkäräinen     | 892    | 4           |
| 5    | Franziska Hildebrand | 793    | 2           |
| 6    | Laura Dahlmeier      | 786    | 5           |
| 7    | Olena Pidhrushna     | 754    | 1           |
| 8    | Veronika Vítková     | 703    |             |
| 9    | Anaïs Bescond        | 666    |             |
| 10   | Krystyna Guzik       | 566    |             |

| Rang | Nom                  | Points | Victoire(s) |
| ---- | -------------------- | ------ | ----------- |
| 1    | Martin Fourcade      | 1151   | 10          |
| 2    | Johannes Thingnes Bø | 820    | 3           |
| 3    | Anton Shipulin       | 806    | 1           |
| 4    | Simon Schempp        | 769    | 5           |
| 5    | Simon Eder           | 714    | 1           |
| 6    | Tarjei Bø            | 708    |             |
| 7    | Evgeniy Garanichev   | 659    |             |
| 8    | Benedikt Doll        | 602    |             |
| 9    | Dominik Landertinger | 600    |             |
| 10   | Emil Hegle Svendsen  | 595    |             |

### Coupe des Nations
| Rang | Nation      | Points |
| ---- | ----------- | ------ |
| 1    | Allemagne   | 7406   |
| 2    | France      | 7176   |
| 3    | Tchéquie    | 6944   |
| 4    | Italie      | 6822   |
| 5    | Ukraine     | 6803   |
| 6    | Russie      | 6361   |
| 7    | Norvège     | 6324   |
| 8    | Pologne     | 6021   |
| 9    | Suède       | 5415   |
| 10   | Biélorussie | 5390   |

| Rang | Nation     | Points |
| ---- | ---------- | ------ |
| 1    | Norvège    | 7808   |
| 2    | Allemagne  | 7518   |
| 3    | Russie     | 7178   |
| 4    | France     | 7113   |
| 5    | Autriche   | 6795   |
| 6    | États-Unis | 5988   |
| 7    | Ukraine    | 5831   |
| 8    | Tchéquie   | 5688   |
| 9    | Italie     | 5471   |
| 10   | Canada     | 5459   |

### Classement par discipline

#### Individuel
| Rang | Nom                  | Points | Victoires |
| ---- | -------------------- | ------ | --------- |
| 1    | Dorothea Wierer      | 154    | 2         |
| 2    | Marie Dorin-Habert   | 152    | 1         |
| 3    | Gabriela Soukalová   | 128    |           |
| 4    | Franziska Hildebrand | 112    |           |
| 5    | Anaïs Bescond        | 107    |           |

| Rang | Nom                  | Points | Victoires |
| ---- | -------------------- | ------ | --------- |
| 1    | Martin Fourcade      | 140    | 2         |
| 2    | Simon Eder           | 138    |           |
| 3    | Dominik Landertinger | 105    |           |
| 4    | Anton Shipulin       | 100    |           |
| 5    | Johannes Thingnes Bø | 90     |           |

#### Sprint
| Rang | Nom                | Points | Victoires |
| ---- | ------------------ | ------ | --------- |
| 1    | Gabriela Soukalová | 413    | 2         |
| 2    | Marie Dorin-Habert | 336    | 1         |
| 3    | Dorothea Wierer    | 327    |           |
| 4    | Kaisa Mäkäräinen   | 309    | 1         |
| 5    | Olena Pidhrushna   | 299    | 1         |

| Rang | Nom                  | Points | Victoires |
| ---- | -------------------- | ------ | --------- |
| 1    | Martin Fourcade      | 379    | 3         |
| 2    | Simon Schempp        | 316    | 3         |
| 3    | Johannes Thingnes Bø | 298    | 2         |
| 4    | Arnd Peiffer         | 262    |           |
| 5    | Anton Shipulin       | 251    |           |

#### Poursuite
| Rang | Nom                | Points | Victoires |
| ---- | ------------------ | ------ | --------- |
| 1    | Gabriela Soukalová | 354    | 1         |
| 2    | Dorothea Wierer    | 348    |           |
| 3    | Marie Dorin-Habert | 331    |           |
| 4    | Kaisa Mäkäräinen   | 324    | 2         |
| 5    | Laura Dahlmeier    | 265    | 4         |

| Rang | Nom                  | Points | Victoires |
| ---- | -------------------- | ------ | --------- |
| 1    | Martin Fourcade      | 391    | 4         |
| 2    | Anton Shipulin       | 300    | 1         |
| 3    | Johannes Thingnes Bø | 278    |           |
| 4    | Tarjei Bø            | 267    |           |
| 5    | Simon Eder           | 254    | 1         |

#### Départ Groupé
| Rang | Nom                  | Points | Victoires |
| ---- | -------------------- | ------ | --------- |
| 1    | Gabriela Soukalová   | 241    | 1         |
| 2    | Marie Dorin-Habert   | 236    | 1         |
| 3    | Laura Dahlmeier      | 228    | 1         |
| 4    | Kaisa Mäkäräinen     | 179    |           |
| 5    | Franziska Hildebrand | 169    |           |

| Rang | Nom                    | Points | Victoires |
| ---- | ---------------------- | ------ | --------- |
| 1    | Martin Fourcade        | 242    | 1         |
| 2    | Quentin Fillon Maillet | 162    |           |
| 3    | Anton Shipulin         | 155    |           |
| 4    | Johannes Thingnes Bø   | 154    | 1         |
| 5    | Evgeniy Garanichev     | 153    |           |

#### Relais
| Rang | Nation    | Points | Victoires |
| ---- | --------- | ------ | --------- |
| 1    | Allemagne | 235    |           |
| 2    | Ukraine   | 234    | 1         |
| 3    | France    | 228    | 1         |
| 4    | Tchéquie  | 228    | 1         |
| 5    | Italie    | 227    | 1         |

| Rang | Nation    | Points | Victoires |
| ---- | --------- | ------ | --------- |
| 1    | Norvège   | 264    | 2         |
| 2    | Allemagne | 252    | 1         |
| 3    | France    | 223    | 2         |
| 4    | Russie    | 191    |           |
| 5    | Canada    | 183    |           |

| Rang | Nation    | Points | Victoires |
| ---- | --------- | ------ | --------- |
| 1    | Norvège   | 282    | 3         |
| 2    | Russie    | 255    | 2         |
| 3    | Allemagne | 236    |           |
| 4    | France    | 217    |           |
| 5    | Autriche  | 209    |           |

### Globes de cristal et titres mondiaux
| Disciplines       | Globes de cristal  | Championnes du monde |
| ----------------- | ------------------ | -------------------- |
| Général           | Gabriela Soukalová |                      |
| Coupe des Nations | Allemagne          |                      |
| Individuel        | Dorothea Wierer    | Marie Dorin-Habert   |
| Sprint            | Gabriela Soukalová | Tiril Eckhoff        |
| Poursuite         | Gabriela Soukalová | Laura Dahlmeier      |
| Mass Start        | Gabriela Soukalová | Marie Dorin-Habert   |
| Relais            | Allemagne          | Norvège              |

| Disciplines       | Globes de cristal | Champions du monde   |
| ----------------- | ----------------- | -------------------- |
| Général           | Martin Fourcade   |                      |
| Coupe des Nations | Norvège           |                      |
| Individuel        | Martin Fourcade   | Martin Fourcade      |
| Sprint            | Martin Fourcade   | Martin Fourcade      |
| Poursuite         | Martin Fourcade   | Martin Fourcade      |
| Mass Start        | Martin Fourcade   | Johannes Thingnes Bø |
| Relais            | Norvège           | Norvège              |

| Discipline   | Globe de cristal | Champion du monde |
| ------------ | ---------------- | ----------------- |
| Relais mixte | Norvège          | France            |

## Calendrier et podiums

### Femmes

#### Épreuves individuelles
| Étape                                                      | Lieu                  | Épreuve               | Date             | Vainqueur                                                                                       | Deuxième                                                                                        | Troisième                                                                                       | Leader du classement général |
| ---------------------------------------------------------- | --------------------- | --------------------- | ---------------- | ----------------------------------------------------------------------------------------------- | ----------------------------------------------------------------------------------------------- | ----------------------------------------------------------------------------------------------- | ---------------------------- |
| 1                                                          | Östersund             | Individuel 15 km      | 3 décembre 2015  | Dorothea Wierer                                                                                 | Marie Dorin-Habert                                                                              | Olena Pidhrushna                                                                                | Dorothea Wierer              |
| 1                                                          | Östersund             | Sprint 7,5 km         | 5 décembre 2015  | Gabriela Soukalová                                                                              | Federica Sanfilippo                                                                             | Olena Pidhrushna                                                                                | Gabriela Soukalová           |
| 1                                                          | Östersund             | Poursuite 10 km       | 6 décembre 2015  | Kaisa Mäkäräinen                                                                                | Dorothea Wierer                                                                                 | Franziska Hildebrand                                                                            | Gabriela Soukalová           |
| 2                                                          | Hochfilzen            | Sprint 7,5 km         | 11 décembre 2015 | Franziska Hildebrand                                                                            | Maren Hammerschmidt                                                                             | Miriam Gössner                                                                                  | Gabriela Soukalová           |
| 2                                                          | Hochfilzen            | Poursuite 10 km       | 12 décembre 2015 | Laura Dahlmeier                                                                                 | Maren Hammerschmidt                                                                             | Gabriela Soukalová                                                                              | Gabriela Soukalová           |
| 3                                                          | Pokljuka              | Sprint 7,5 km         | 18 décembre 2015 | Marie Dorin-Habert                                                                              | Laura Dahlmeier                                                                                 | Franziska Hildebrand                                                                            | Gabriela Soukalová           |
| 3                                                          | Pokljuka              | Poursuite 10 km       | 19 décembre 2015 | Laura Dahlmeier                                                                                 | Marie Dorin-Habert                                                                              | Kaisa Mäkäräinen                                                                                | Marie Dorin-Habert           |
| 3                                                          | Pokljuka              | Départ Groupé 12,5 km | 20 décembre 2015 | Kaisa Mäkäräinen                                                                                | Gabriela Soukalová                                                                              | Olga Podchufarova                                                                               | Gabriela Soukalová           |
| 4                                                          | Oberhof → Ruhpolding, | Sprint 7,5 km         | 8 janvier 2016   | Franziska Hildebrand                                                                            | Gabriela Soukalová                                                                              | Kaisa Mäkäräinen                                                                                | Gabriela Soukalová           |
| 4                                                          | Oberhof → Ruhpolding, | Poursuite 10 km       | 9 janvier 2016   | Laura Dahlmeier                                                                                 | Gabriela Soukalová                                                                              | Dorothea Wierer                                                                                 | Gabriela Soukalová           |
| 4                                                          | Oberhof → Ruhpolding, | Départ Groupé 12,5 km | 10 janvier 2016  | Laura Dahlmeier                                                                                 | Marie Dorin-Habert                                                                              | Tiril Eckhoff                                                                                   | Gabriela Soukalová           |
| 5                                                          | Ruhpolding            | Individuel 15 km      | 14 janvier 2016  | Dorothea Wierer                                                                                 | Kaisa Mäkäräinen                                                                                | Gabriela Soukalová                                                                              | Gabriela Soukalová           |
| 5                                                          | Ruhpolding            | Départ Groupé 12,5 km | 16 janvier 2016  | Gabriela Soukalová                                                                              | Franziska Hildebrand                                                                            | Laura Dahlmeier                                                                                 | Gabriela Soukalová           |
| 6                                                          | Antholz-Anterselva    | Sprint 7,5 km         | 21 janvier 2016  | Olga Podchufarova                                                                               | Dorothea Wierer                                                                                 | Ekaterina Yurlova                                                                               | Gabriela Soukalová           |
| 6                                                          | Antholz-Anterselva    | Poursuite 10 km       | 23 janvier 2016  | Ekaterina Yurlova                                                                               | Selina Gasparin                                                                                 | Dorothea Wierer                                                                                 | Gabriela Soukalová           |
| 7                                                          | Canmore               | Sprint 7,5 km         | 5 février 2016   | Olena Pidhrushna                                                                                | Krystyna Guzik                                                                                  | Dorothea Wierer                                                                                 | Gabriela Soukalová           |
| 7                                                          | Canmore               | Départ Groupé 12,5 km | 6 février 2016   | Dorothea Wierer                                                                                 | Marie Dorin-Habert                                                                              | Gabriela Soukalová                                                                              | Gabriela Soukalová           |
| 8                                                          | Presque Isle          | Sprint 7,5 km         | 11 février 2016  | Gabriela Soukalová                                                                              | Susan Dunklee                                                                                   | Krystyna Guzik                                                                                  | Gabriela Soukalová           |
| 8                                                          | Presque Isle          | Poursuite 10 km       | 12 février 2016  | Gabriela Soukalová                                                                              | Kaisa Mäkäräinen                                                                                | Marie Dorin-Habert                                                                              | Gabriela Soukalová           |
| Championnats du monde de biathlon 2016 (3 au 13 mars 2016) |                       |                       |                  |                                                                                                 |                                                                                                 |                                                                                                 |                              |
| ChM                                                        | Oslo - Holmenkollen   | Sprint 7,5 km         | 5 mars 2016      | Tiril Eckhoff                                                                                   | Marie Dorin-Habert                                                                              | Laura Dahlmeier                                                                                 | Gabriela Soukalová           |
| ChM                                                        | Oslo - Holmenkollen   | Poursuite 10 km       | 6 mars 2016      | Laura Dahlmeier                                                                                 | Dorothea Wierer                                                                                 | Marie Dorin-Habert                                                                              | Gabriela Soukalová           |
| ChM                                                        | Oslo - Holmenkollen   | Individuel 15 km      | 9 mars 2016      | Marie Dorin-Habert                                                                              | Anaïs Bescond                                                                                   | Laura Dahlmeier                                                                                 | Gabriela Soukalová           |
| ChM                                                        | Oslo - Holmenkollen   | Départ Groupé 12,5 km | 13 mars 2016     | Marie Dorin-Habert                                                                              | Laura Dahlmeier                                                                                 | Kaisa Mäkäräinen                                                                                | Gabriela Soukalová           |
| Fin des championnats du monde                              |                       |                       |                  |                                                                                                 |                                                                                                 |                                                                                                 |                              |
| 9                                                          | Khanty-Mansiïsk       | Sprint 7,5 km         | 17 mars 2016     | Kaisa Mäkäräinen                                                                                | Gabriela Soukalová                                                                              | Marte Olsbu                                                                                     | Gabriela Soukalová           |
| 9                                                          | Khanty-Mansiïsk       | Poursuite 10 km       | 19 mars 2016     | Kaisa Mäkäräinen                                                                                | Marie Dorin-Habert                                                                              | Dorothea Wierer                                                                                 | Gabriela Soukalová           |
| 9                                                          | Khanty-Mansiïsk       | Départ Groupé 12,5 km | 20 mars 2016     | Annulé (épreuve non disputée en raison de mauvaises conditions météorologiques, vent trop fort) | Annulé (épreuve non disputée en raison de mauvaises conditions météorologiques, vent trop fort) | Annulé (épreuve non disputée en raison de mauvaises conditions météorologiques, vent trop fort) | Gabriela Soukalová           |

#### Relais
| Étape                                                      | Lieu                | Épreuve         | Date             | Vainqueur                                                                              | Deuxième                                                                                | Troisième                                                                                   | Leader du classement du relais féminin |
| ---------------------------------------------------------- | ------------------- | --------------- | ---------------- | -------------------------------------------------------------------------------------- | --------------------------------------------------------------------------------------- | ------------------------------------------------------------------------------------------- | -------------------------------------- |
| 2                                                          | Hochfilzen          | Relais 4 x 6 km | 13 décembre 2015 | Italie - Lisa Vittozzi - Karin Oberhofer - Federica Sanfilippo - Dorothea Wierer       | Allemagne - Franziska Hildebrand - Maren Hammerschmidt - Vanessa Hinz - Franziska Preuß | Ukraine - Juliya Dzhyma - Olga Abramova - Valj Semerenko - Olena Pidhrushna                 | Italie                                 |
| 5                                                          | Ruhpolding          | Relais 4 x 6 km | 17 janvier 2016  | Ukraine - Iryna Varvynets - Juliya Dzhyma - Valj Semerenko - Olena Pidhrushna          | Allemagne - Karolin Horchler - Miriam Gössner - Maren Hammerschmidt - Laura Dahlmeier   | Italie - Lisa Vittozzi - Karin Oberhofer - Alexia Runggaldier - Dorothea Wierer             | Italie Ukraine                         |
| 6                                                          | Antholz-Anterselva  | Relais 4 x 6 km | 24 janvier 2016  | France - Justine Braisaz - Anaïs Bescond - Anaïs Chevalier - Marie Dorin-Habert        | Tchéquie - Eva Puskarčíková - Lucie Charvátová - Gabriela Soukalová - Veronika Vítková  | Russie - Ekaterina Shumilova - Anastasia Zagoruiko - Ekaterina Yurlova - Olga Podchufarova  | Italie                                 |
| 8                                                          | Presque Isle        | Relais 4 x 6 km | 13 février 2016  | Tchéquie - Eva Puskarčíková - Lucie Charvátová - Gabriela Soukalová - Veronika Vítková | Ukraine - Iryna Varvynets - Natalya Burdyga - Juliya Dzhyma - Olena Pidhrushna          | Allemagne - Franziska Preuss - Luise Kummer - Miriam Goessner - Karolin Horchler            | Ukraine                                |
| Championnats du monde de biathlon 2016 (3 au 13 mars 2016) |                     |                 |                  |                                                                                        |                                                                                         |                                                                                             |                                        |
| ChM                                                        | Oslo - Holmenkollen | Relais 4 x 6 km | 11 mars 2016     | Norvège - Synnoeve Solemdal - Fanny Horn Birkeland - Tiril Eckhoff - Marte Olsbu       | France - Justine Braisaz - Anaïs Bescond - Anaïs Chevalier - Marie Dorin-Habert         | Allemagne - Franziska Preuss - Franziska Hildebrand - Maren Hammerschmidt - Laura Dahlmeier | Allemagne                              |
| Fin des championnats du monde                              |                     |                 |                  |                                                                                        |                                                                                         |                                                                                             |                                        |

### Hommes

#### Épreuves individuelles
| Étape                                                      | Lieu                  | Épreuve             | Date             | Vainqueur                                                                                       | Deuxième                                                                                        | Troisième                                                                                       | Leader du classement général |
| ---------------------------------------------------------- | --------------------- | ------------------- | ---------------- | ----------------------------------------------------------------------------------------------- | ----------------------------------------------------------------------------------------------- | ----------------------------------------------------------------------------------------------- | ---------------------------- |
| 1                                                          | Östersund             | Individuel 20 km    | 2 décembre 2015  | Ole Einar Bjørndalen                                                                            | Simon Schempp                                                                                   | Aleksey Volkov                                                                                  | Ole Einar Bjørndalen         |
| 1                                                          | Östersund             | Sprint 10 km        | 5 décembre 2015  | Martin Fourcade                                                                                 | Arnd Peiffer                                                                                    | Ole Einar Bjørndalen                                                                            | Ole Einar Bjørndalen         |
| 1                                                          | Östersund             | Poursuite 12,5 km   | 6 décembre 2015  | Martin Fourcade                                                                                 | Arnd Peiffer                                                                                    | Quentin Fillon Maillet                                                                          | Martin Fourcade              |
| 2                                                          | Hochfilzen            | Sprint 10 km        | 11 décembre 2015 | Simon Schempp                                                                                   | Martin Fourcade                                                                                 | Tarjei Bø                                                                                       | Martin Fourcade              |
| 2                                                          | Hochfilzen            | Poursuite 12,5 km   | 12 décembre 2015 | Martin Fourcade                                                                                 | Simon Schempp                                                                                   | Anton Shipulin                                                                                  | Martin Fourcade              |
| 3                                                          | Pokljuka              | Sprint 10 km        | 17 décembre 2015 | Simon Schempp                                                                                   | Ole Einar Bjørndalen                                                                            | Evgeniy Garanichev                                                                              | Martin Fourcade              |
| 3                                                          | Pokljuka              | Poursuite 12,5 km   | 19 décembre 2015 | Simon Schempp                                                                                   | Martin Fourcade                                                                                 | Anton Shipulin                                                                                  | Martin Fourcade              |
| 3                                                          | Pokljuka              | Départ Groupé 15 km | 20 décembre 2015 | Jean-Guillaume Béatrix                                                                          | Emil Hegle Svendsen                                                                             | Ole Einar Bjørndalen                                                                            | Martin Fourcade              |
| 4                                                          | Oberhof → Ruhpolding, | Sprint 10 km        | 8 janvier 2016   | Johannes Thingnes Bø                                                                            | Tarjei Bø                                                                                       | Emil Hegle Svendsen                                                                             | Martin Fourcade              |
| 4                                                          | Oberhof → Ruhpolding, | Poursuite 12,5 km   | 9 janvier 2016   | Simon Eder                                                                                      | Martin Fourcade                                                                                 | Michal Šlesingr                                                                                 | Martin Fourcade              |
| 4                                                          | Oberhof → Ruhpolding, | Départ Groupé 15 km | 10 janvier 2016  | Martin Fourcade                                                                                 | Ondřej Moravec                                                                                  | Tarjei Bø                                                                                       | Martin Fourcade              |
| 5                                                          | Ruhpolding            | Individuel 20 km    | 13 janvier 2016  | Martin Fourcade                                                                                 | Simon Eder                                                                                      | Anton Shipulin                                                                                  | Martin Fourcade              |
| 5                                                          | Ruhpolding            | Départ Groupé 15 km | 16 janvier 2016  | Erik Lesser                                                                                     | Martin Fourcade                                                                                 | Evgeniy Garanichev                                                                              | Martin Fourcade              |
| 6                                                          | Antholz-Anterselva    | Sprint 10 km        | 22 janvier 2016  | Simon Schempp                                                                                   | Maxim Tsvetkov                                                                                  | Tarjei Bø                                                                                       | Martin Fourcade              |
| 6                                                          | Antholz-Anterselva    | Poursuite 12,5 km   | 23 janvier 2016  | Anton Shipulin                                                                                  | Simon Schempp                                                                                   | Johannes Thingnes Bø                                                                            | Martin Fourcade              |
| 7                                                          | Canmore               | Sprint 10 km        | 4 février 2016   | Martin Fourcade                                                                                 | Anton Shipulin                                                                                  | Simon Schempp                                                                                   | Martin Fourcade              |
| 7                                                          | Canmore               | Départ Groupé 15 km | 6 février 2016   | Dominik Windisch                                                                                | Benedikt Doll                                                                                   | Quentin Fillon Maillet                                                                          | Martin Fourcade              |
| 8                                                          | Presque Isle          | Sprint 10 km        | 11 février 2016  | Johannes Thingnes Bø                                                                            | Anton Shipulin                                                                                  | Martin Fourcade                                                                                 | Martin Fourcade              |
| 8                                                          | Presque Isle          | Poursuite 12,5 km   | 12 février 2016  | Martin Fourcade                                                                                 | Johannes Thingnes Bø                                                                            | Anton Shipulin                                                                                  | Martin Fourcade              |
| Championnats du monde de biathlon 2016 (3 au 13 mars 2016) |                       |                     |                  |                                                                                                 |                                                                                                 |                                                                                                 |                              |
| ChM                                                        | Oslo - Holmenkollen   | Sprint 10 km        | 5 mars 2016      | Martin Fourcade                                                                                 | Ole Einar Bjørndalen                                                                            | Serhiy Semenov                                                                                  | Martin Fourcade              |
| ChM                                                        | Oslo - Holmenkollen   | Poursuite 12,5 km   | 6 mars 2016      | Martin Fourcade                                                                                 | Ole Einar Bjørndalen                                                                            | Emil Hegle Svendsen                                                                             | Martin Fourcade              |
| ChM                                                        | Oslo - Holmenkollen   | Individuel 20 km    | 10 mars 2016     | Martin Fourcade                                                                                 | Dominik Landertinger                                                                            | Simon Eder                                                                                      | Martin Fourcade              |
| ChM                                                        | Oslo - Holmenkollen   | Départ Groupé 15 km | 13 mars 2016     | Johannes Thingnes Bø                                                                            | Martin Fourcade                                                                                 | Ole Einar Bjørndalen                                                                            | Martin Fourcade              |
| Fin des championnats du monde                              |                       |                     |                  |                                                                                                 |                                                                                                 |                                                                                                 |                              |
| 9                                                          | Khanty-Mansiïsk       | Sprint 10 km        | 18 mars 2016     | Julian Eberhard                                                                                 | Simon Schempp                                                                                   | Arnd Peiffer                                                                                    | Martin Fourcade              |
| 9                                                          | Khanty-Mansiïsk       | Poursuite 12,5 km   | 19 mars 2016     | Simon Schempp                                                                                   | Johannes Thingnes Bø                                                                            | Erik Lesser                                                                                     | Martin Fourcade              |
| 9                                                          | Khanty-Mansiïsk       | Départ Groupé 15 km | 20 mars 2016     | Annulé (épreuve non disputée en raison de mauvaises conditions météorologiques, vent trop fort) | Annulé (épreuve non disputée en raison de mauvaises conditions météorologiques, vent trop fort) | Annulé (épreuve non disputée en raison de mauvaises conditions météorologiques, vent trop fort) | Martin Fourcade              |

#### Relais
| Étape                                                      | Lieu                | Épreuve           | Date             | Vainqueur                                                                               | Deuxième                                                                                    | Troisième                                                                                         | Leader du classement du relais masculin |
| ---------------------------------------------------------- | ------------------- | ----------------- | ---------------- | --------------------------------------------------------------------------------------- | ------------------------------------------------------------------------------------------- | ------------------------------------------------------------------------------------------------- | --------------------------------------- |
| 2                                                          | Hochfilzen          | Relais 4 x 7,5 km | 13 décembre 2015 | Russie - Alexey Volkov - Evgeniy Garanichev - Dmitry Malyshko - Anton Shipulin          | Norvège - Henrik L'Abée-Lund - Tarjei Bø - Johannes Thingnes Bø - Emil Hegle Svendsen       | France - Simon Fourcade - Quentin Fillon Maillet - Simon Desthieux - Martin Fourcade              | Russie                                  |
| 5                                                          | Ruhpolding          | Relais 4 x 7,5 km | 15 janvier 2016  | Norvège - Ole Einar Bjørndalen - Johannes Thingnes Bø - Tarjei Bø - Emil Hegle Svendsen | Russie - Alexey Volkov - Evgeniy Garanichev - Maxim Tsvetkov - Anton Shipulin               | Autriche - Sven Grossegger - Julian Eberhard - Simon Eder - Dominik Landertinger                  | Russie Norvège                          |
| 6                                                          | Antholz-Anterselva  | Relais 4 x 7,5 km | 24 janvier 2016  | Russie - Maxim Tsvetkov - Evgeniy Garanichev - Dmitry Malyshko - Anton Shipulin         | Allemagne - Erik Lesser - Benedikt Doll - Arnd Peiffer - Simon Schempp                      | Norvège - Ole Einar Bjørndalen - Lars Helge Birkeland - Johannes Thingnes Bø - Erlend Bjøntegaard | Russie                                  |
| 8                                                          | Presque Isle        | Relais 4 x 7,5 km | 13 février 2016  | Norvège - Lars Helge Birkeland - Erlend Bjøntegaard - Johannes Thingnes Bø - Tarjei Bø  | France - Simon Fourcade - Quentin Fillon Maillet - Simon Desthieux - Jean-Guillaume Béatrix | Allemagne - Erik Lesser - Andreas Birnbacher - Daniel Böhm - Benedikt Doll                        | Norvège                                 |
| Championnats du monde de biathlon 2016 (3 au 13 mars 2016) |                     |                   |                  |                                                                                         |                                                                                             |                                                                                                   |                                         |
| ChM                                                        | Oslo - Holmenkollen | Relais 4 x 7,5 km | 12 mars 2016     | Norvège - Ole Einar Bjørndalen - Tarjei Bø - Johannes Thingnes Bø - Emil Hegle Svendsen | Allemagne - Erik Lesser - Benedikt Doll - Arnd Peiffer - Simon Schempp                      | Canada - Christian Gow - Nathan Smith - Scott Gow - Brendan Green                                 | Norvège                                 |
| Fin des championnats du monde                              |                     |                   |                  |                                                                                         |                                                                                             |                                                                                                   |                                         |

### Mixte
| Étape                                                      | Lieu                | Épreuve                      | Date             | Vainqueur                                                                              | Deuxième                                                                           | Troisième                                                                           | Leader du classement du relais mixte |
| ---------------------------------------------------------- | ------------------- | ---------------------------- | ---------------- | -------------------------------------------------------------------------------------- | ---------------------------------------------------------------------------------- | ----------------------------------------------------------------------------------- | ------------------------------------ |
| 1                                                          | Östersund           | Relais simple 6 km + 7,5 km  | 29 novembre 2015 | Norvège - Kaia Wøien Nicolaisen - Lars Helge Birkeland                                 | Canada - Rosanna Crawford - Nathan Smith                                           | Allemagne - Maren Hammerschmidt - Daniel Böhm                                       | Norvège                              |
| 1                                                          | Östersund           | Relais 2 x 6 km + 2 x 7,5 km | 29 novembre 2015 | Norvège - Fanny Horn Birkeland - Tiril Eckhoff - Johannes Thingnes Bø - Tarjei Bø      | Allemagne - Franziska Hildebrand - Vanessa Hinz - Benedikt Doll - Simon Schempp    | Tchéquie - Veronika Vítková - Gabriela Soukalová - Michal Šlesingr - Ondřej Moravec | Norvège                              |
| 7                                                          | Canmore             | Relais simple 6 km + 7,5 km  | 7 février 2016   | France - Marie Dorin Habert - Martin Fourcade                                          | Autriche - Lisa Theresa Hauser - Simon Eder                                        | Norvège - Hilde Fenne - Lars Helge Birkeland                                        | Norvège                              |
| 7                                                          | Canmore             | Relais 2 x 6 km + 2 x 7,5 km | 7 février 2016   | Allemagne - Franziska Hildebrand - Franziska Preuss - Arnd Peiffer - Simon Schempp     | Italie - Dorothea Wierer - Karin Oberhofer - Lukas Hofer - Dominik Windisch        | Norvège - Marte Olsbu - Synnoeve Solemdal - Alexander Os - Haavard Bogetveit        | Norvège                              |
| Championnats du monde de biathlon 2016 (3 au 13 mars 2016) |                     |                              |                  |                                                                                        |                                                                                    |                                                                                     |                                      |
| ChM                                                        | Oslo - Holmenkollen | Relais 2 x 6 km + 2 x 7,5 km | 3 mars 2016      | France - Anaïs Bescond - Marie Dorin Habert - Quentin Fillon Maillet - Martin Fourcade | Allemagne - Franziska Preuss - Franziska Hildebrand - Arnd Peiffer - Simon Schempp | Norvège - Marte Olsbu - Tiril Eckhoff - Johannes Thingnes Bø - Tarjei Bø            | Norvège                              |
| Fin des championnats du monde                              |                     |                              |                  |                                                                                        |                                                                                    |                                                                                     |                                      |